# Nasrallah
Nasrallah (arab. ‏نصرالله‎) – arabskie imię męskie oznaczające „Zwycięstwo dzięki Bogu”, będące w użyciu zarówno przez muzułmanów, jak i chrześcijan. Współcześnie używane jest również jako nazwisko.
Imię nawiązuje do sury 110 (An-Nasr):
—  Koran (w przekładzie J. Bielawskiego)